# Vall de Katmandú
La vall de Katmandú (Nepal: काठमाडौं उपत्यका) (Nepal Bhasa: स्वनिगः i també नेपाः गाः), situat al Nepal, es troba a la cruïlla de les civilitzacions antigues de l'Àsia, i té almenys 130 monuments importants, entre ells diversos llocs de peregrinació per als hindús i budistes. Hi ha set llocs del Patrimoni de la Humanitat de la UNESCO dins d'aquesta vall.